# جاسوربيك ياخشيبويف

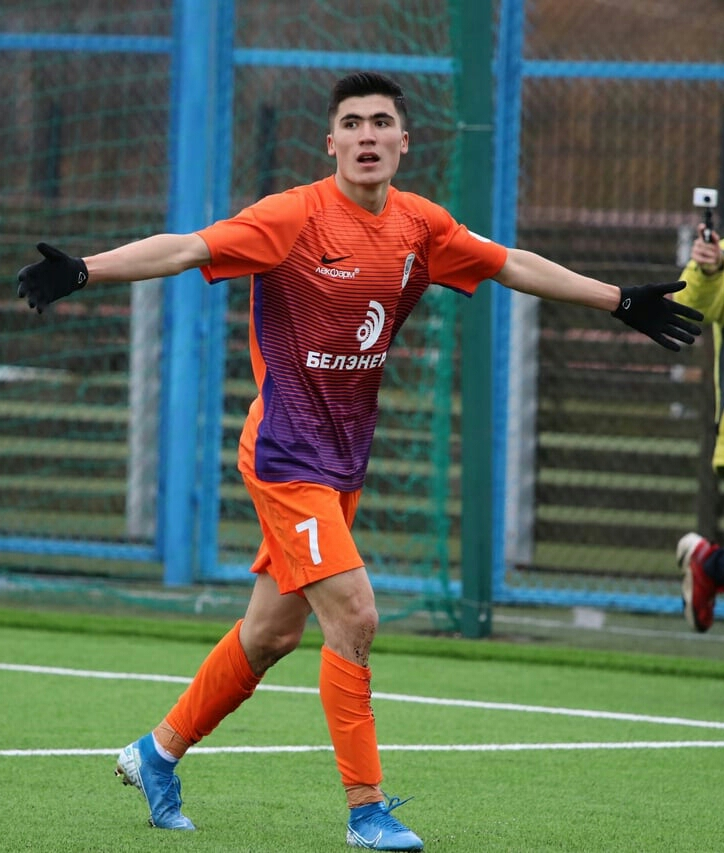
جاسوربيك ياخشيبويف

جاسوربيك ياخشيبويف (مواليد 24 يونيو 1997) هو لاعب كرة قدم أوزبكي يلعب في مركز الجناح في نادي ليغيا وارسو.